# انکی بیلال
انکی بیلال (فرانسوی: Enki Bilal‎؛ فرانسوی: [bilal]؛ زادهٔ ۷ اکتبر ۱۹۵۱) کارگردان فیلم، تصویرگر و خالق کتاب‌های مصور و فیلم‌نامه‌نویس اهل فرانسه است.
او در زمینهٔ کامیکس فرانسوی-بلژیکی فعالیت داشته‌است. در سال ۱۹۸۳ میلادی آلن رنه از او دعوت کرد تا در فیلم «زندگی یک رمان است»، با وی همکاری کند. در سال ۲۰۱۲ میلادی موزه لوور یک نمایشگاه انفرادی ۳ ماهه از آثار نقاشی او برپا کرد.